# Wihr-au-Val
Wihr-au-Val är en kommun i departementet Haut-Rhin i regionen Grand Est (tidigare regionen Alsace) i nordöstra Frankrike. Kommunen ligger i kantonen Munster som tillhör arrondissementet Colmar. År 2022 hade Wihr-au-Val 1 208 invånare.

## Befolkningsutveckling
Antalet invånare i kommunen Wihr-au-Val
| Referens: INSEE |